# Peter von Knorring
Peter von Knorring, född 11 november 1946, är en svensk arkitekt. Han äger och driver Peter v Knorring Arkitektkontor i Vaxholm.

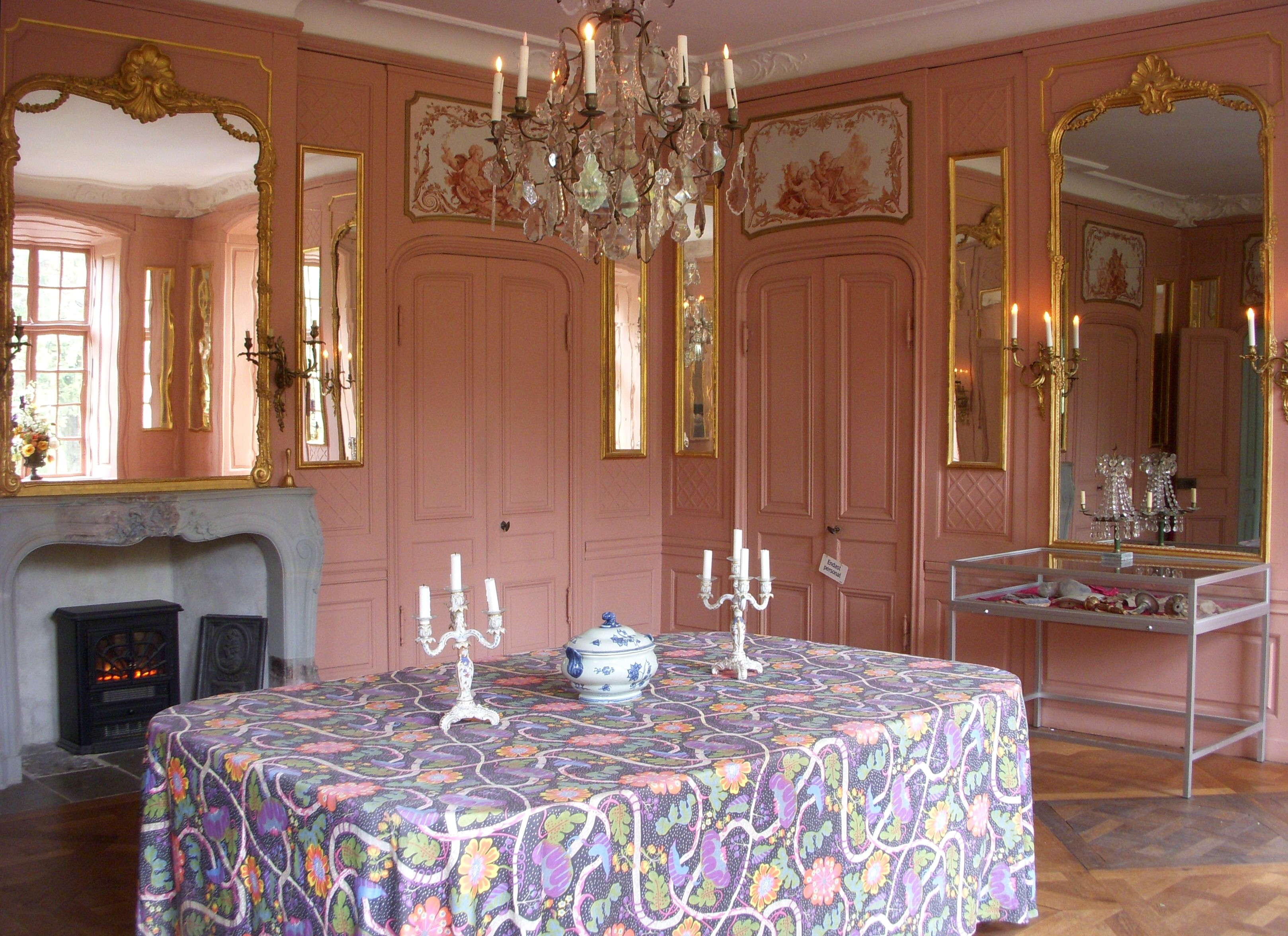
Confidencematsalens table à confidence.

Efter sin utbildning till arkitekt var von Knorring anställd vid Lennart Bergströms arkitektkontor 1969–1978.  Därefter specialiserade han sig inom området restaurering och renovering av historiska byggnader som herrgårdar, exklusiva villor och slott. Hans beställare är privatpersoner och myndigheter som Statens Fastighetsverk och Ståthållarämbetet.
Peter von Knorring var slottsarkitekt vid Ulriksdals slott mellan 1991 och 2008 samt professor i restaureringskonst vid Kungliga Konsthögskolans arkitekturskola 2004-2009. Han är hedersmedlem i Sällskapet för Restaureringskonst.
Till hans kända uppdrag räknas restaurerings- och renoveringsarbeten för Ulriksdals slott med slottspark och sextio tillhörande byggnader, bland dem Ulriksdals slottskapell, Confidencen, Orangeriet, Ulriksdals Wärdshus och Villa Beylon. I samband med en omfattande renovering av Confidencen 1994-1997  har bland annat den unika Confidencematsalen återuppstått; spegelsalen med det magiska bordet, som lyfts upp genom golvet och som gett namn åt teaterbyggnaden på Ulriksdal. Rekonstruktionen byggde på arkeologiska undersökningar och på arkivuppgifter om utförandet på 1700-talet, samt jämförande studier av Kina slotts Confidencemaskineri, och av andra liknande anläggningar i Europa.
Bland herrgårdar märks renoveringsarbeten för Vallox-Säby, Thureholms slott, Sandmars herrgård och Balingsta gård och bland privatvillor kan nämnas Bergshyddan, Franska värdshuset och Sirishov, samtliga på Södra Djurgården samt Villa Akleja i Vaxholm.

## Renoverings- och restaureringsuppdrag i urval

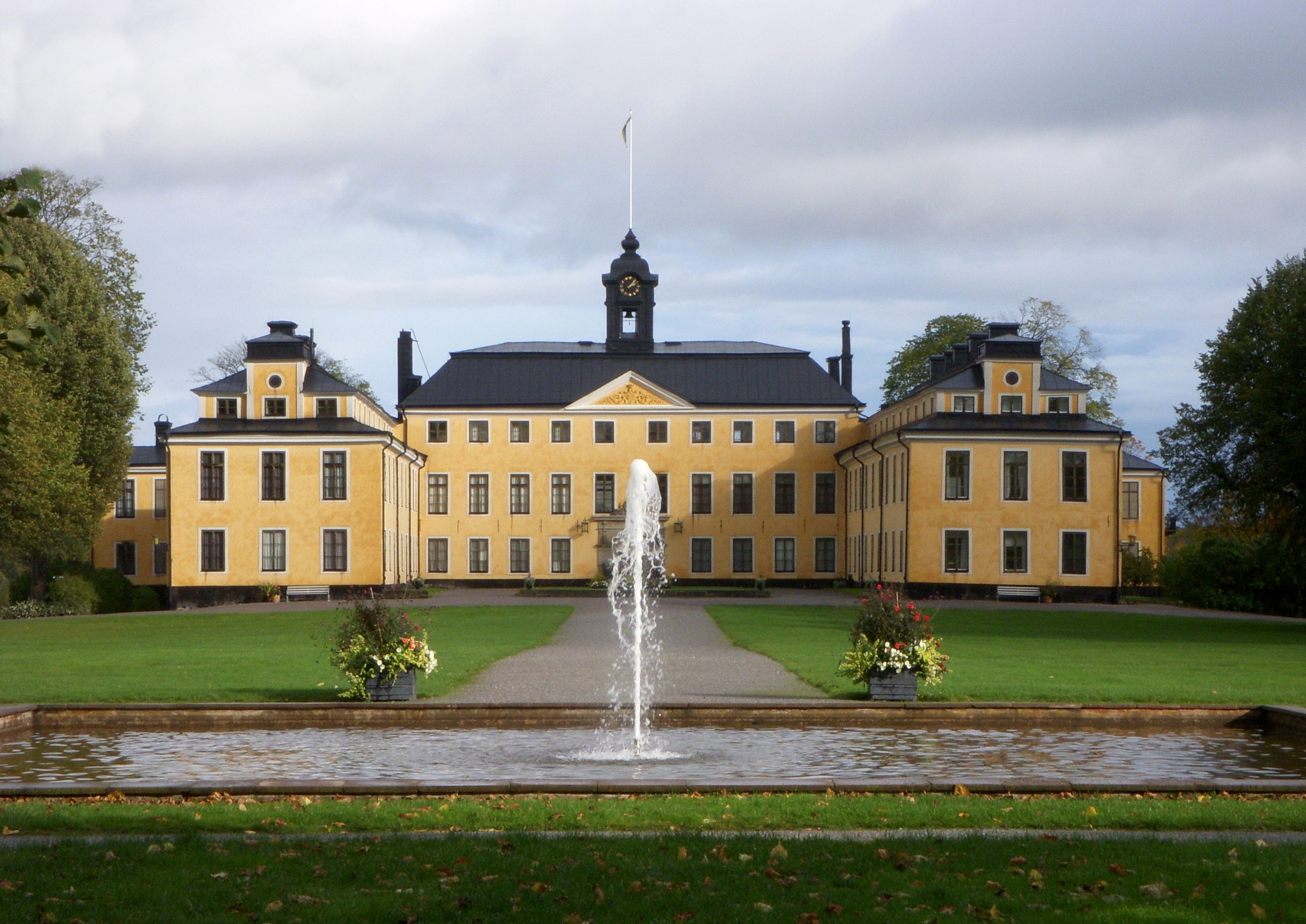
Ulriksdals slott
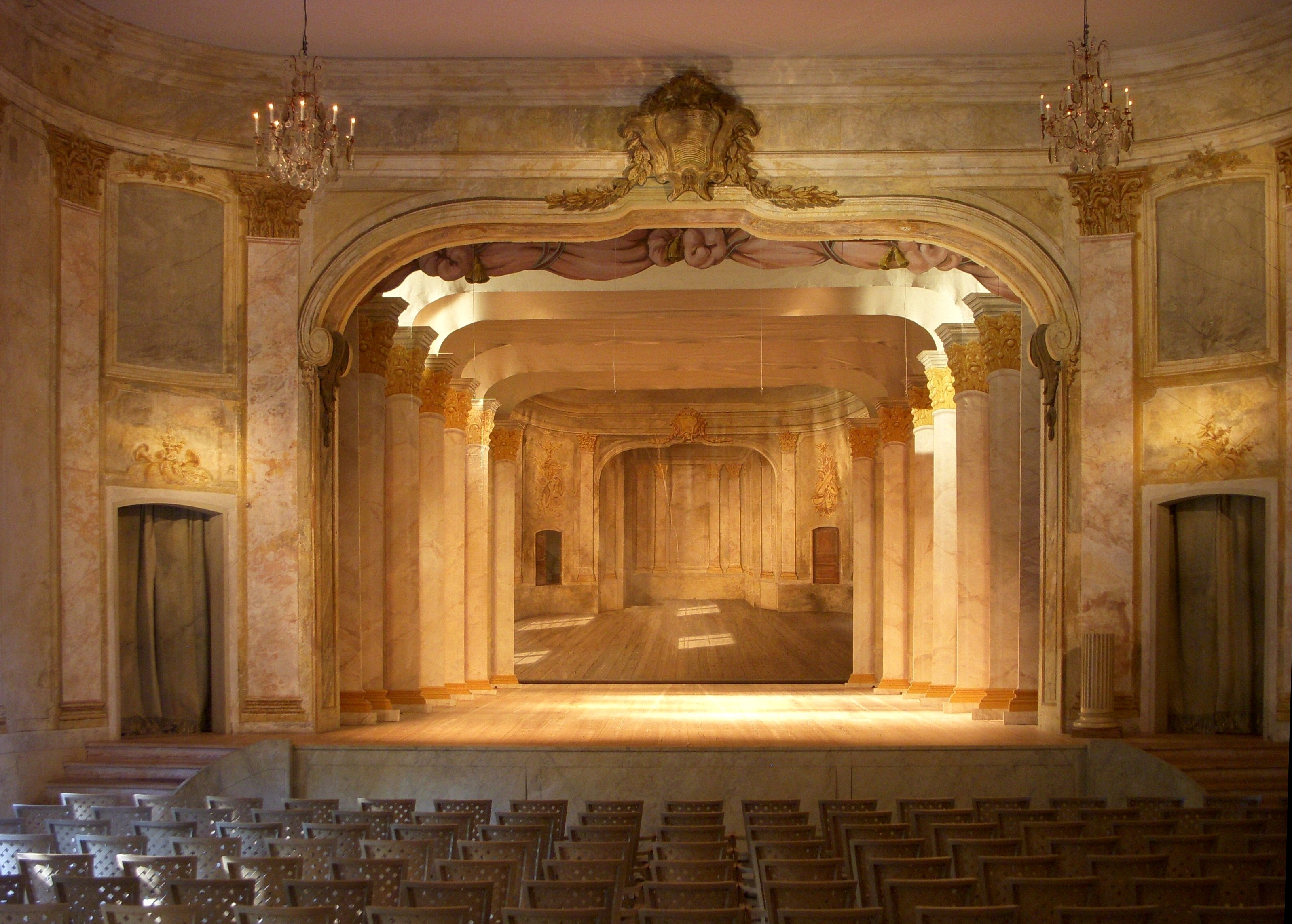
Ulriksdals slottsteater
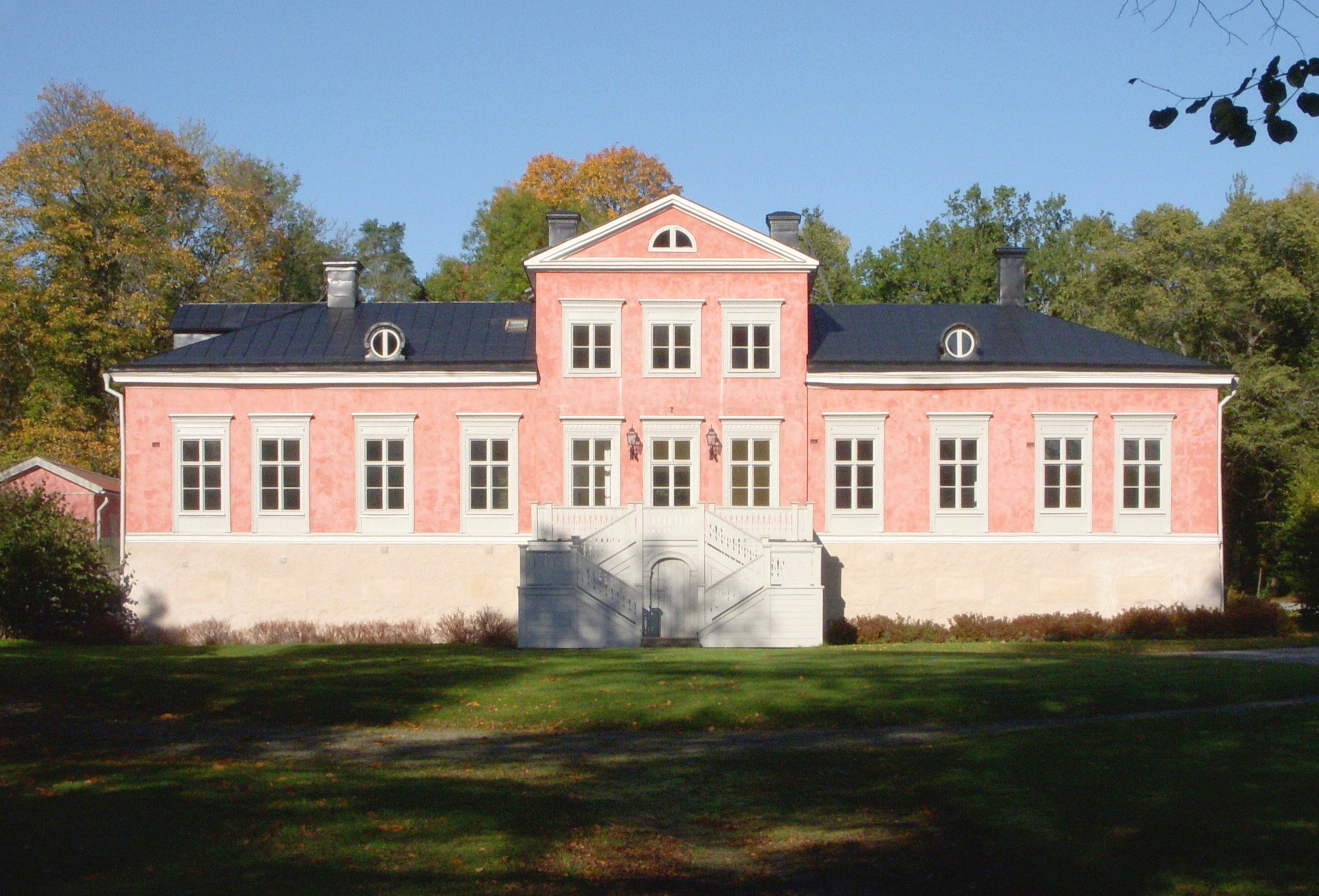
Villa Beylon
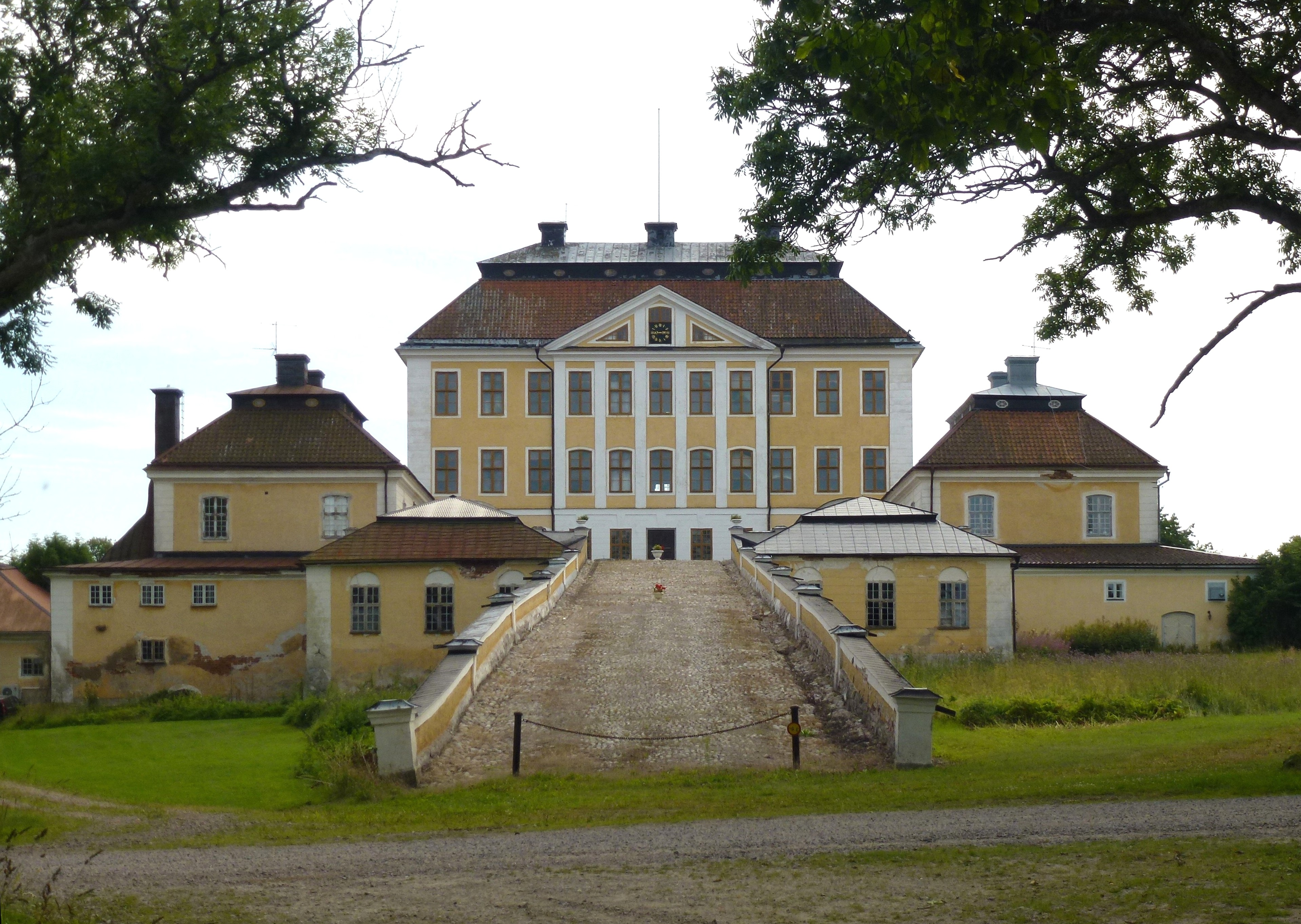
Tureholms slott

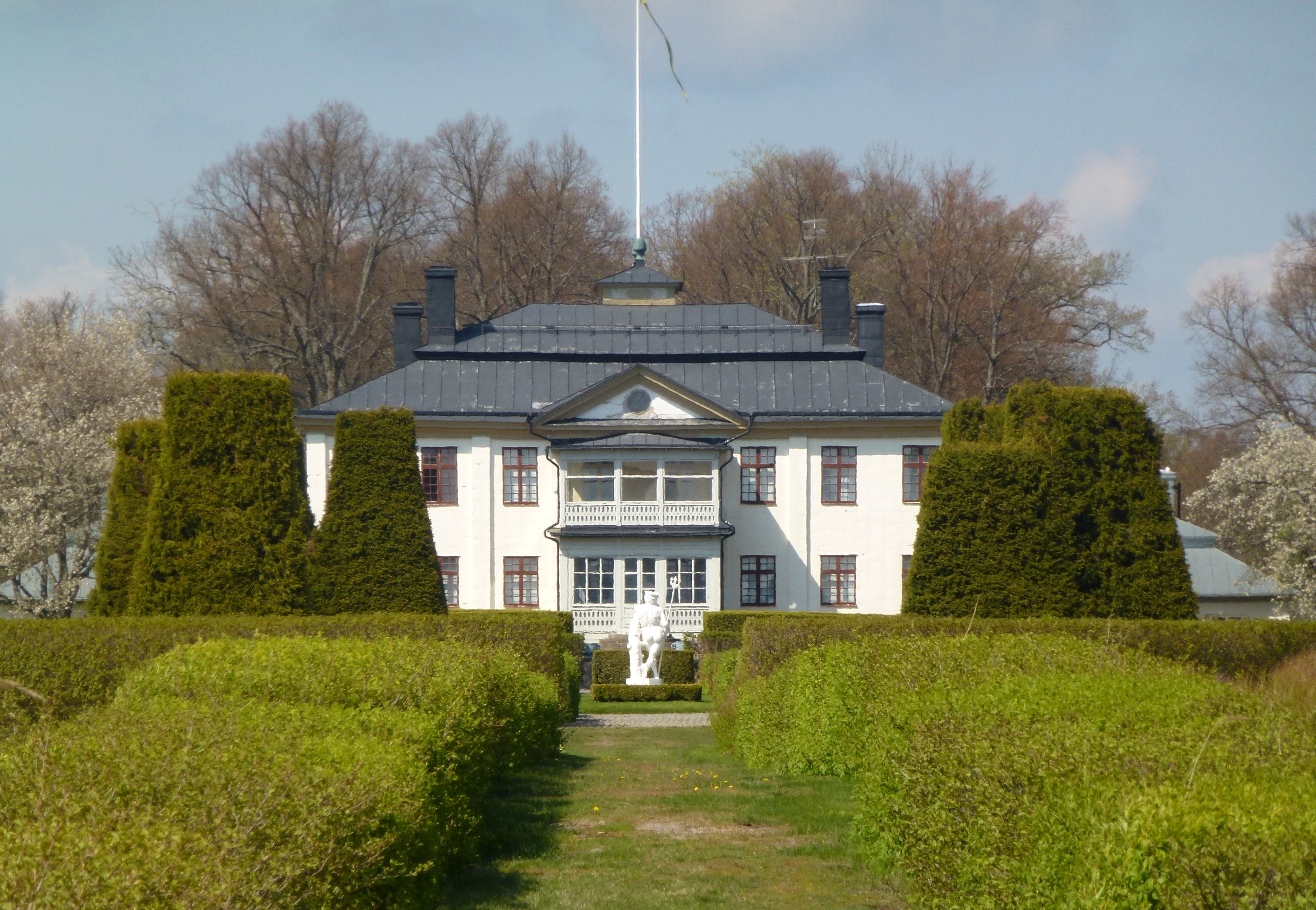
Sandemar
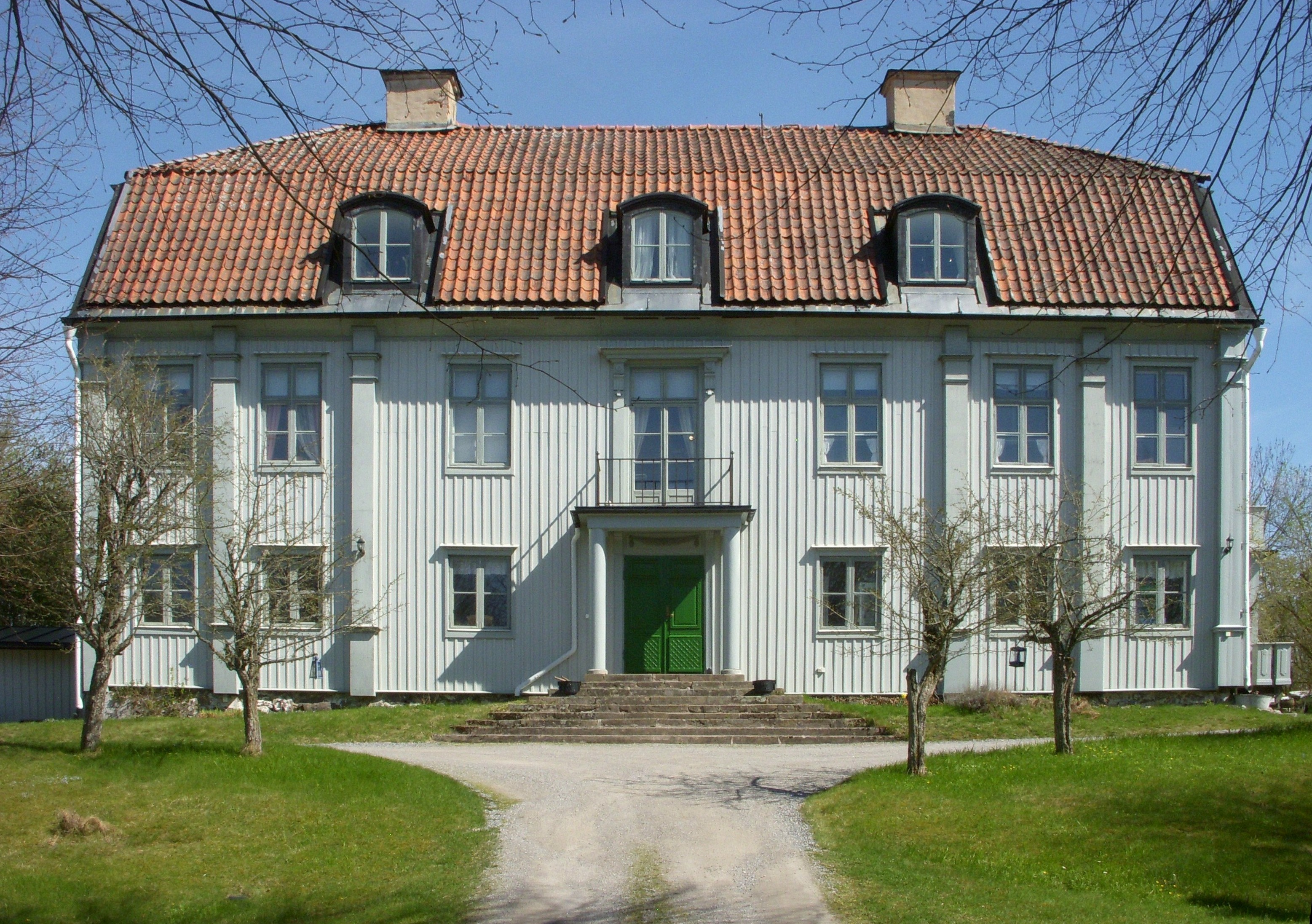
Balingsta gård
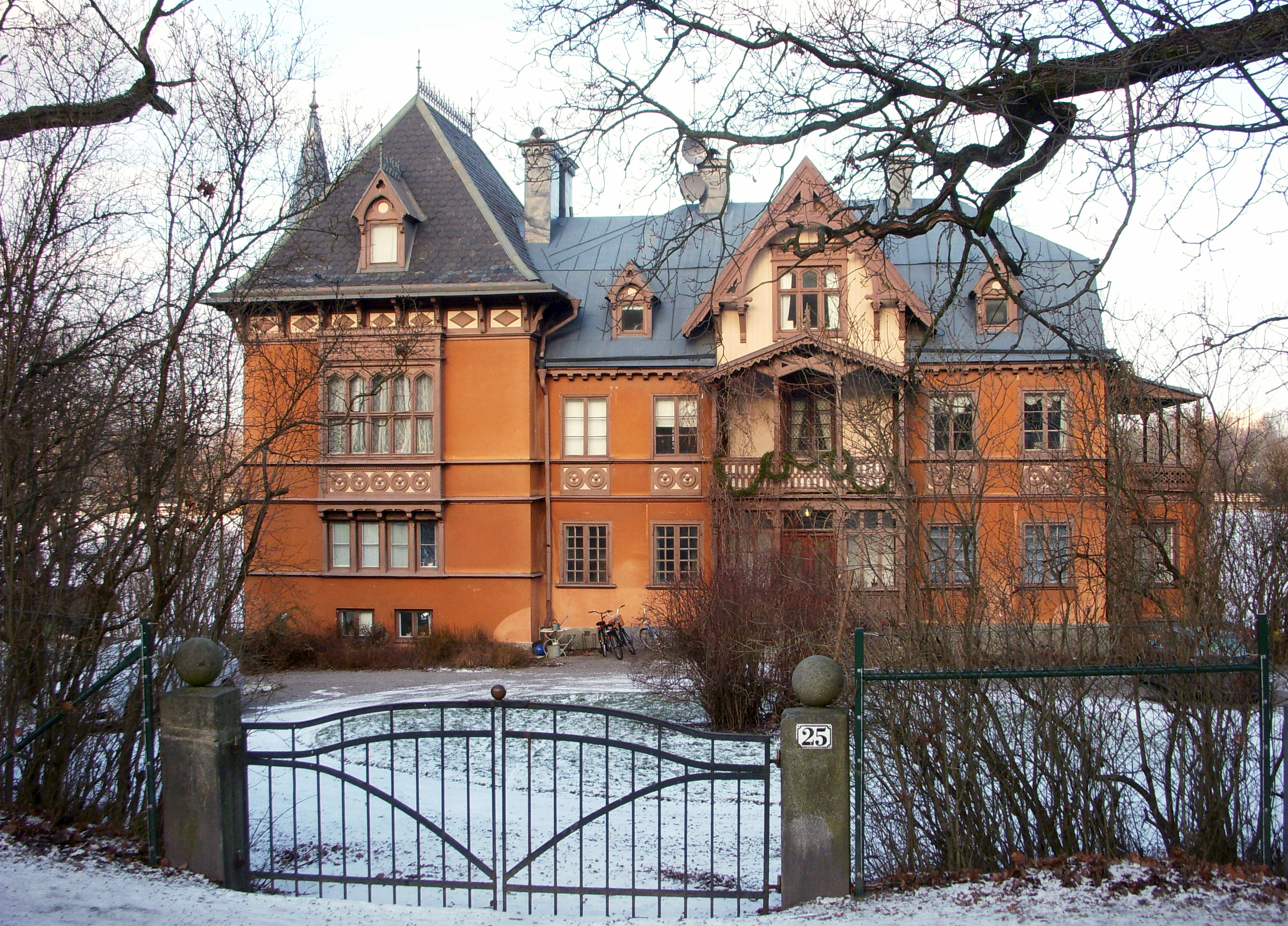
Sirishov
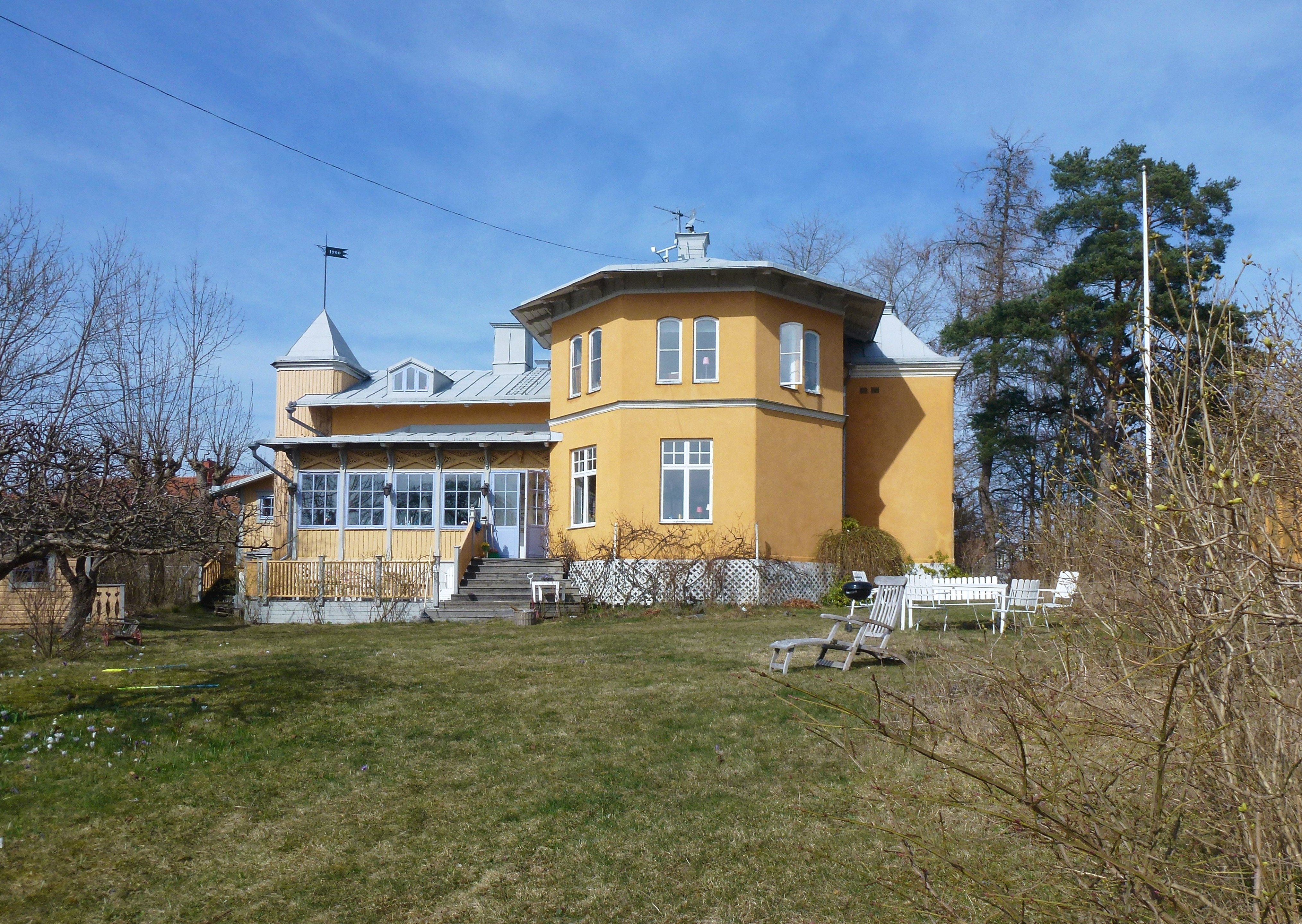
Villa Akleja